# Sala Tidning
Sala Tidning var en tidning som utgavs i Sala 1860–1882.
Tidnignen grundades av Gustaf Adolf Lindgrén, som tidigare 1854 grundat en tidning i Arboga och därefter flyttat till Köping där han grundade Köpings Tidning. Första numret utkom 7 december 1860. Trots svårigheter med att få ekonomin att gå ihop i den lilla staden fortsatte Lindgrén att driva tidningen fram till sin död 1876. Tidningen övertas därefter av hans änka som driver den i 1 1/2 år innan det slutar med konkurs. Tidningen fortsätter därefter med täta ägarbyten, under 1878 byter den ägare fyra gånger, och kvaliteten på tidningen går ner. 1879 återhämtar den sig något, men under slutet av året utkommer den av Gustaf Adolf Lindgréns son Constantin Lindgrén grundade tidningen Sala Allehanda med sitt första nummer, och det blir konkurrens om tidningsmarknaden i staden. Det fungerar i drygt ett år, i mars 1881 köpte Sala Allehanda Sala Tidning med tryckeri på konkursauktion som därefter går samman med den nya tidningen.